# Petits arrangements avec les mort
Petits arrangements avec les mort è un film del 1994 diretto da Pascale Ferran, vincitore della Caméra d'or per la miglior opera prima al 47º Festival di Cannes.

## Riconoscimenti
- 1994 - Festival di Cannes
  - Caméra d'or